# Стефан Ґой
Стефан Гой — селянин, політичний та громадський діяч Галичини середини XIX століття, посол до Австрійського парламенту 1848 року.
Селянин з с. Рожанівка, Чортківський округ (Королівство Галичини та Володимирії). Член Райхстагу від 10 липня 1848 року до 7 березня 1849 року. Обраний від Заліщицького виборчого округу.
7 березня 1849 року парламент був розпущений і парламентарі втратили повноваження.